# Annabelle: Creation
Annabelle: Creation (bra: Annabelle 2 - A Criação do Mal; prt: Annabelle: A Criação do Mal) é um filme estadunidense de 2017, do gênero terror, dirigido por David F. Sandberg, com roteiro de Gary Dauberman. 
Produzido por James Wan, New Line Cinema, Atomic Monster Productions e The Safran Company e distribuído pela Warner Bros. Pictures, esta prequela de Annabelle (2014) é estrelada por Stephanie Sigman, Talitha Bateman, Lulu Wilson, Philippa Coulthard, Grace Fulton, Lou Lou Safran, Samara Lee, Tayler Buck, Anthony LaPaglia e Miranda Otto. É o quarto filme do Universo The Conjuring.
A pré-estreia de Annabelle: Creation foi no dia 19 de junho de 2017 no LA Film Festival, em Los Angeles. Foi lançado em 10 de agosto de 2017 em Portugal, chegando no dia seguinte nos Estados Unidos. No Brasil, estreou em 17 de agosto 2017. Recebeu críticas geralmente favoráveis por parte da crítica especializada e do público, destacando-se as performances do elenco, a atmosfera e o enredo. Foi apontado também a significativa melhora da narrativa em relação ao filme anterior, que se trata de uma sequência. Arrecadou mais de US$ 306 milhões mundialmente, contra US$ 257 milhões de Annabelle. Atingiu 102,1 milhões no mercado interno, Estados Unidos e Canadá, se aproximando da marca de Invocação do Mal 2.

## Sinopse
Anos depois da trágica morte de sua filha, o habilidoso artesão de bonecas e sua esposa acolhem uma freira e várias meninas despejadas de um orfanato. Apesar da caridade, o casal ainda não se livrou de uma criação terrível do artesão: a boneca Annabelle.

## Elenco
- Stephanie Sigman como Irmã Charlotte
- Talitha Bateman como Janice
  - Tree O'Toole como Janice / Annabelle Higgins (adulta)
- Lulu Wilson como Linda
- Anthony LaPaglia como Samuel Mullins
- Miranda Otto como Esther Mullins
- Grace Fulton como Carol
- Philippa Coulthard como Nancy
- Tayler Buck como Kate
- Samara Lee como Annabelle "Bee" Mullins
- Lou Lou Safran como Tierney
- Mark Bramhall como Padre Massey
- Joseph Bishara como Demônio
- Adam Bartley como Oficial Fuller
- Lotta Losten como Agente de adoção
- Brian Howe como Pete Higgins
- Kerry O'Malley como Sharon Higgins
- Brad Greenquist como Victor Palmeri
- Alicia Vela-Bailey como Esther Mullins (demônio)

## Produção
Em outubro de 2015, foi confirmado que o segundo filme de Annabelle estava em desenvolvimento. David F. Sandberg substituiu Leonetti como diretor em março de 2016.  O roteirista do primeiro filme, Gary Dauberman, voltou a escrever o roteiro, com Peter Safran e James Wan retornando para produzir.

### Escolha do elenco
Em junho de 2016, Stephanie Sigman, Miranda Otto, e Talitha Bateman foram os primeiros atores escolhidos para estrelar o filme. Mais tarde, Lulu Wilson, Philippa Coulthard, Grace Fulton, Lou Lou Safran, Samara Lee, Anthony LaPaglia e Tayler Buck juntaram-se ao elenco do filme fazendo sua estreia no cinema. Também foi anunciado Lotta Losten, esposa de Sandberg e colaborador freqüente, que vai aparecer no filme.

### Filmagens
As filmagens do filme começaram em 27 de junho de 2016 em Los Angeles, Califórnia, no lote dos Estúdios da Warner Bros. Pictures. e finalizaram em 15 de agosto de 2016.

### Trilha sonora
Benjamin Wallfisch compôs a música exibida durante o filme. WaterTower Music lançou o álbum da trilha sonora em 4 de agosto de 2017

## Recepção
Annabelle Creation obteve recepção positiva pela crítica profissional,no site Rotten Tomatoes o longa detém 70% de aprovação com base em 183 comentários com uma classificação média de 6,19 / 10. O consenso crítico do site diz: " Annabelle: Creation adiciona outro capítulo forte à franquia Conjuring - e oferece mais uma prova de que bonecas de aparência esquisita permanecem terrivelmente confiáveis".  Metacritic ,outro agregador de críticas, atribuiu ao filme uma pontuação média ponderada de 62 em 100, com base em 29 críticos, indicando "críticas geralmente favoráveis".